# Comuna Kotivka, Radomîșl
Kotivka (în ucraineană Котівська сільська рада) este o comună în raionul Radomîșl, regiunea Jîtomîr, Ucraina, formată din satele Filonivka și Kotivka (reședința).

## Demografie
Componența lingvistică a comunei Kotivka
     Ucraineană (99,05%)
     Alte limbi (0,63%)
Conform recensământului din 2001, majoritatea populației comunei Kotivka era vorbitoare de ucraineană (99,05%), existând în minoritate și vorbitori de alte limbi.